# 美国电视剧列表
本列表只包括中文维基百科已有的美国电视剧目。

## 0-9
- 《20/20》 （1978年6月6日—现在），新闻杂志
- 《龍虎少年隊》 （1987年—1991年），警匪
- 《24》 （2001年—2010年），动作/政治
- 《超級製作人》 （2006年10月11日—现在），情景喜剧
- 《4400》 （2004年—2007年），科幻
- 《60分鐘》 （1968年9月24日—现在），新闻杂志
- 《90210》 （2008年9月2日—现在），偶像剧

## A
- 《天龍特攻隊》 （1983年—1987年），动作/冒险
- 《刺猬索尼克历险记》
- 《飛狼》 （1984年—1987年），冒险
- 《特務A》 （2001年—2006年），戏剧/动作
- 《家有阿福》 （1986年—1990年），情景喜剧/幻想
- 《一家子》 （1971年—1979年），情景喜剧
- 《艾莉的異想世界》 （1999年），情景喜剧
- 《艾莉的異想世界》 （1997年—2002年），喜剧戏剧
- 《超炫美式機車》 （2003年—2010年），真人秀
- 《特工老爹》 （2005年2月6日—现在），动画喜剧
- 《美國龍：傑克龍》 （2005年—2007年），动画
- 《美國偶像》 （2002年6月11日—现在），真人秀/选秀
- 《美国家庭滑稽录像》 （1990年1月14日—现在），真人秀
- 《美国达人》 （2006年6月21日—现在），真人秀/选秀
- 《全美超級模特兒新秀大賽》 （2003年5月20日—现在），真人秀/选秀
- 《飛黃騰達》 （2004年1月8日—现在），真人秀
- 《方舟二号》 （1976年），科幻
- 《发展受阻》 （2003年—2006年），情景喜剧
- 《铁臂阿童木》 （1963年—1966年），动画
- 《小戰士》 （1980年—1981年），动画
- 《降世神通：最後的氣宗》 （2005年—2008年），动画/动作

## B
- 《巴尼与朋友》 （1992年—2009年），儿童节目
- 《蝙蝠俠智勇悍將》 （2008年—2011年），动画英雄系列
- 《蝙蝠侠》 （1992年—1995年），动画英雄系列
- 《星際大爭霸》 （1978年—1979年），科幻/戏剧
- 《太空堡垒卡拉狄加》 （2004年—2009年），科幻/戏剧
- 《护滩使者》 （1989年—2001年），动作戏剧
- 《侠胆雄狮》 （1987年—1990年），戏剧/幻想
- 《癟四與大頭蛋》 （1993年—1997年），动画喜剧
- 《飛越比佛利》 （1990年—2000年），偶像剧
- 《生活大爆炸》 （2007年—现在），情景喜剧
- 《如果還有明天》 （2010年8月16日—现在），喜剧
- 《新奥尔良》 （1996年—1997年），犯罪/戏剧
- 《男人大丈夫》 （2007年—2008年），戏剧
- 《警察世家》 （2010年9月24日—现在），戏剧
- 《逝者之證》 （2011年3月29日—现在），警察疑案
- 《识骨寻踪》 （2005年9月13日—现在），犯罪/警察疑案
- 《波士顿法律》 （2004年—2008年），法律 喜剧戏剧
- 《高校風雲》 （2000年—2004年），戏剧
- 《絕命毒師》 （2008年1月20日—现在），戏剧
- 《兄弟姐妹》 （2006年—2011年），戏剧
- 《吸血鬼猎人巴菲》 （1997年—2003年），超自然戏剧
- 《火线警告》 （2007年6月28日—现在），动作戏剧

## C
- 《加州靡情》 （2007年8月13日—现在），喜剧/戏剧
- 《瘋狂夏令營》 （2005年—2008年），动画
- 《奇幻嘉年華》 （2004年—2005年），恐怖 神秘
- 《灵书妙探》 （2009年3月9日—现在），警察疑案
- 《霹靂嬌娃》 （1976年—1981年），犯罪
- 《聖女魔咒》 （1998年—2006年），超自然戏剧
- 《超市特工》 （2007年9月24日—现在），动作/喜剧
- 《三年二班》 （2006年—2007年），情景喜剧
- 《克利夫兰秀》 （2009年9月27日—现在），动画
- 《真相追擊》 （2005年6月13日—现在），犯罪
- 《白宮女總統》 （2005年—2006年），政治
- 《废柴联盟》 （2009年9月17日—现在），情景喜剧
- 《柯瑞當家》 （2007年—2008年），情景喜剧
- 《考斯比一家》 （1984年—1992年），情景喜剧
- 《熟女鎮》 （2009年9月23日—现在），情景喜剧
- 《諜影迷情》 （2010年7月13日—现在），动作/戏剧
- 《警察故事》 （1986年—1988年），犯罪
- 《犯罪心理》 （2005年9月22日—现在），警察疑案
- 《CSI犯罪現場》 （2000年10月6日—现在），警察疑案
- 《CSI犯罪現場：邁阿密》 （2002年9月23日—现在），警察疑案
- 《CSI犯罪現場：紐約》 （2004年9月22日—现在），警察疑案
- 《歡樂酒店》 （1987年—1988年），情境喜劇

## D
- 《每日秀》 （1996年7月22日—现在），讽刺/新闻搞笑模仿
- 《法網裂痕》 （2007年7月24日—现在），法律戏剧
- 《末世黑天使》 （2000年—2002年），科幻/动作
- 《戀愛時代》 （1998年—2003年），青少年
- 《我們的日子》 （1965年11月8日—现在），肥皂剧
- 《漁人的搏鬥》 （2005年4月12日—现在），纪录片/真人秀
- 《死木》 （2004年—2006年），西部
- 《辩护律师》 （2010年—2011年），法律戏剧
- 《绝望的主妇》 （2004年10月3日—2012年5月13日 ），戏剧/喜剧
- 《嗜血法医》 （2006年10月1日—现在），心理恐怖
- 《幹盡苦差事》 （2005年7月26日—现在），真人秀
- 《黑金家族》 （2007年—2009年），戏剧
- 《玩偶特工》 （2009年—2010年），科幻/恐怖
- 《我要唱下去》 （2007年—2009，2010年—2011年），游戏竞赛
- 《美女上错身》 （2009年7月12日—现在），幻想/喜剧戏剧
- 《正南方》 （1994年—1999年），喜剧/戏剧

## E
- 《新聞超感應》 （1996年—2000年），科幻/戏剧
- 《神奇律師》 （2008年—2009年），音乐喜剧戏剧
- 《艾倫·狄珍妮秀》 （2003年9月8日—现在），谈话
- 《我家也有大明星》 （2004年—2011年） 喜剧—戏剧
- 《荒唐好萊塢》 （2011年1月9日—现在），情景喜剧
- 《仁心仁術》 （1994年—2009年），医务戏剧
- 《靈異之城》 （2006年7月18日—现在），科幻
- 《驚世》 （2010年—2011年），戏剧
- 《雪山镇》 （2002年—2006年），戏剧
- 《阿傑出少年》 （2005年—2009年），情景喜剧
- 《人人都爱雷蒙德》 （1996年—2005年），情景喜剧

## F
- 《反斗家族》 （2001年3月30日—现在），动画喜剧
- 《蓋酷家庭》 （1999年—2002，2005年5月1日—现在），动画情景喜剧
- 《大学生费莉希蒂》 （1998年—2002年），偶像剧
- 《螢火蟲》 （2002年），科幻
- 《未来闪影》 （2009年—2010年），戏剧/科幻
- 《闪点行动》 （2008年—2009年），犯罪/戏剧
- 《摩登原始人》 （1960年—1966年），动画情景喜剧
- 《歡樂一家親》 （1993年—2004年），情景喜剧
- 《新鲜王子妙事多》 （1990年—1996年），情景喜剧
- 《老友记》 （1994年—2004年），情景喜剧
- 《危机边缘》 （2008年9月9日—现在），科幻/恐怖
- 《法網恢恢》 （1963年—1967年），戏剧
- 《法網恢恢》 （2000年—2001年），戏剧
- 《乃出個未來》 （1999年—2003，2008年3月23日—现在），动画情景喜剧
- 《未來人》 （2017年11月14日—现在），科幻
- 《十三號星期五 (電視劇)》 （1990年3月13日—1991年8月14日），懸疑/恐怖

## G
- 《橄榄球之恋》 （2006年—2009年），戏剧/喜剧
- 《权力的游戏》 （2011年4月17日—现在），幻想戏剧
- 《加里森敢死队》 （1967年—1968年），战争戏剧
- 《糊塗情報員》 （1965年—1970年），喜剧
- 《靈感應》 （2005年—2010年），超自然 恐怖
- 《大英雄》 （1983年—1986年），动画
- 《特种部队》 （2005年—2007年），动画
- 《鐵人28號》 （1964年—1966年），动画
- 《奇異果女孩》 （2000年—2007年），戏剧
- 《欢乐合唱团》 （2009年5月19日—现在），音乐喜剧
- 《欢乐计划》 （2011年6月12日—现在），选秀/真人秀
- 《畢·彼特》 （1990年），戏剧
- 《早安美國》 （1975年11月3日—现在），早间新闻节目
- 《「法」妻》 （2009年9月22日—现在），法律戏剧
- 《花邊教主》 （2007年9月19日—现在），偶像剧
- 《實習醫生》 （2005年3月27日—现在），医务戏剧
- 《成长的烦恼》 （1985年—1993年），情景喜剧
- 《指路明灯》 （1952年—2009年），肥皂剧
- 《岡比》 （1955年—1959，1961年—1968年），黏土动画

## H
- 《孟漢娜》 （2006年—2011年），偶像 情景喜剧
- 《幸福结局》 （2011年—现在），情景喜剧
- 《律政俏師太》 （2011年1月17日—现在），法律戏剧
- 《檀島警騎》 （1968年—1980年），犯罪
- 《天堂执法者》 （2010年9月20日—现在），犯罪
- 《宇宙的巨人-希曼》 （1983年—1985年），动画
- 《我的這一班》 （1986年—1991年），情景喜剧
- 《地獄廚房》 （2005年5月30日—现在），真人秀
- 《英雄》 （2006年—2010年），科幻/动作
- 《天堂之路》 （1984年—1989年），幻想/戏剧
- 《比佛利拜金女》 （2006年—2010年），真人秀
- 《魅力克利夫蘭》 （2010年6月16日—现在），情景喜剧
- 《豪斯医生》 （2004年11月16日—2012年5月21日），医务戏剧
- 《老爸老妈的浪漫史》 （2005年9月19日—现在），情景喜剧
- 《大器晚成》 （2009年6月28日—现在），喜剧/戏剧
- 《神探亨特》 （1984年—1991年），犯罪

## I
- 《我爱露茜》 （1951年—1957年），情景喜剧
- 《爱卡莉》 （2007年9月8日—现在），情景喜剧
- 《就在眼前》 （2008年6月1日—现在），戏剧
- 《就诊》 （2008年—2010年），戏剧
- 《神探加杰特》 （1983年—1986年），动画喜剧
- 《鐵人料理》 （1993年—1999年），烹饪

## J
- 《杰克·拉兰内》 （1956年—1970年），锻炼
- 《蠢蛋搞怪秀》 （2000年—2002年），真人秀
- 《执法悍将》 （1995年—2005年），戏剧/恐怖
- 《危险边缘》 （1964年—现在），游戏竞赛
- 《核爆危机》 （2006年—2008年），科幻/动作
- 《杰瑞·斯布林格秀》 （1991年9月30日—现在），谈话
- 《澤西海岸》 （2009年—现在），真人秀
- 《杰森一家》 （1962年—1963，1985年—1987年），动画动画
- 《正义联盟》 （2001年—2004年），动画动作/冒险

## K
- 《綁架》 （2006年—2007年），戏剧
- 《麻辣女孩》 （2002年—2007年），动画
- 《廚房噩夢》 （2007年9月19日—现在），真人秀
- 《霹靂遊俠》 （1982年—1986年），动作
- 《超級狗英雄》 （2005年—2006年），动画
- 《天赐》 （2006年—2009年），科幻/偶像剧

## L
- 《洛城法網》 （1986年—1994年），法律戏剧
- 《拉字至上》 （2004年—2009年），戏剧
- 《賴瑞金現場》 （1985年—2010年），谈话
- 《深夜秀》 （2005年1月3日—现在），谈话 （英国联合制作）
- 《深夜秀》 （1999年—2004年），谈话
- 《晚间秀》 （1993年8月30日—现在），谈话
- 《法律與秩序》 （1990年—2010年），法律戏剧/警察疑案
- 《少年超人隊》 （2006年—2008年），动画
- 《偷天任務》 （2008年12月7日—现在），戏剧
- 《别对我撒谎》 （2009年—2011年），犯罪
- 《不期而至》 （2010年—2011年），戏剧
- 《小不点》 （1983年—1985年），动画
- 《新成长的烦恼》 （2001年—2004年），偶像 情景喜剧
- 《迷失》 （2004年—2010年），恐怖/科幻/神秘
- 《愛之船》 （1977年—1986年），喜剧

## M
- 《百戰天龍》 （1985年—1992年），动作/冒险
- 《广告狂人》 （2007年7月19日—现在），时代剧
- 《MADtv》 （1995年—2009年），喜剧小品
- 《左右做人难》 （2000年—2006年），情景喜剧
- 《大西洋底来的人》 （1977年—1978年），科幻
- 《千面飛龍》 （1983年），戏剧/动作 冒险
- 《風流軍醫俏護士》 （1972年—1983年），喜剧/医务戏剧
- 《摩登大聖》 （1995年—1997年），动画喜剧
- 《靈媒緝凶》 （2005年—2011年），超自然 恐怖
- 《與媒體見面》 （1947年11月6日—现在），公共事务/新闻
- 《憨管家俏主人》 （2010年8月17日—现在），情景喜剧
- 《新飛越情海》 （2009年—2010年），黄金时间肥皂剧
- 《心灵医师》 （2009年），医务戏剧
- 《心計》 （2008年9月23日—现在），警察疑案
- 《邁阿密風雲》 （1984年—1990年），犯罪
- 《萬能麥斯》 （1993年—1994年），动画
- 《金剛戰士》 （1986年—1993年），儿童/动作
- 《邁克和茉莉》 （2010年9月20日—现在），情景喜剧
- 《超人特攻隊》 （1985年—1986年），科幻
- 《新虎膽妙算》 （1988年—1990年），间谍
- 《摩登家庭》 （2009年9月23日—现在），情景喜剧
- 《神探阿蒙》 （2002年—2010年），警察疑案/喜剧
- 《大頭先生》 （2008年—2009年），动画儿童节目
- 《神探可伦坡》 （1979年—1980年），神秘
- 《大青蛙布偶秀》 （1976年—1981年），多样/喜剧
- 《火星叔叔马丁》 （1963年—1966年），情景喜剧/幻想
- 《彩虹小馬：友情就是魔法》 （2010年—现在）
- 《愚人善事》 （2005年—2009年），情景喜剧
- 《幼虎遊龍》 （1988年—1991年），科幻
- 《流言終結者》 （2003年1月23日—现在），纪录片/科学
- 《風雲女郎Murphy Brown》 （1998年—2018年），情景喜剧
- 《魔法大師Mr. Merlin》 （1981年—1982年），情景喜劇

## N
- 《天才保姆》 （1993年—1999年），情景喜剧
- 《納·京·高爾》 （1956年—1957年），音乐/多样
- 《重返犯罪現場》 （2003年9月23日—现在），警察疑案
- 《海军罪案调查处：洛杉矶》 （2009年9月22日—现在），警察疑案
- 《時空幹探》 （2008年），戏剧
- 《夜線》 （1980年—2005年），新闻
- 《尼基塔》 （2010年9月9日—现在），恐怖/戏剧
- 《整容室》 （2003年—2010年），医务戏剧
- 《非凡家庭》 （2010年—2011年），科幻
- 《数字追凶》 （2005年—2010年），警察疑案

## O
- 《橘郡风云》 （2003年—2007年），偶像剧
- 《辦公室》 （2005年3月24日—现在），喜剧
- 《籃球兄弟》 （2003年9月23日—现在），偶像剧
- 《奥普拉·温弗里秀》 （1986年—2011年），谈话
- 《监狱风云》 （1997年—2003年），监狱戏剧

## P
- 《疑犯追踪》 （2011年9月22日—现在），犯罪/动作/科幻
- 《飛哥與小佛》 （2007年8月17日—现在），动画情景喜剧
- 《法網豪情》 （1997年—2004年），法律戏剧
- 《強棒出擊》 （1983年—1986年），游戏竞赛
- 《越獄風雲》 （2005年—2009年），动作/恐怖
- 《私人诊所》 （2007年—），医务戏剧
- 《灵异妙探》 （2006年7月7日—现在），神秘，喜剧
- 《點到即止》 （2007年—2009年），幻想/喜剧

## Q
- 《時空怪客》 （1989年—1993年），科幻
- 《同志亦凡人》 （2000年—2005年），戏剧
- 《粉雄救兵》 （2003年—2007年），真人秀

## R
- 《家有喜旺》，（2010年9月1日—现在），情景喜剧
- 《捉鬼男》 （2007年—2009年），超自然/喜剧/戏剧
- 《下课后》 （1997年—2001年），动画
- 《菜鸟警察》 （2010年6月24日—现在），犯罪
- 《羅斯威爾》 （1999年—2002年），偶像剧/科幻
- 《慾海醫心》 （2009年6月4日—现在），医务戏剧

## S
- 《異形庇護所》 （2008年10月3日—现在），科幻/超自然
- 《週末夜現場》 （1975年10月11日—现在），喜剧小品/多样
- 《实习医生成长记》 （2001年—2010年），喜剧/戏剧
- 《青春密语》 （2008年7月1日—现在），偶像剧
- 《秘社》 （2011年—2012年），超自然 偶像剧
- 《宋飞传》 （1989年—1998年），情景喜剧
- 《芝麻街》 （1969年11月10日—现在），儿童教育
- 《慾望城市》 （1998年—2004年），喜剧戏剧
- 《決戰三千髮絲》 （2007年—现在），真人秀
- 《无耻之徒》 （2010年—现在），戏剧
- 《盾牌》 （2002年—2008年），犯罪
- 《拜金女新體驗》 （2003年—2007年），真人秀
- 《辛普森一家》 （ 1989年12月17日—现在），动画喜剧
- 《岳史狄》 （1974年—1978年），科幻/动作
- 《六呎風雲》 （2001年—2005年），戏剧
- 《大榔頭》 （1986年—1988年），情景喜剧
- 《超人前传》 （2000年—2011年），动作/冒险/科幻
- 《电脑娃娃》 （1985年—1989年），情景喜剧/科幻
- 《音速小子X》 （2003年—2006年），动画
- 《黑道家族》 （1999年—2007年），戏剧
- 《南方公園》 （1997年8月13日—现在），动画情景喜剧
- 《南国警察》 （2009年4月9日—现在），警察疑案
- 《新蜘蛛俠》 （1981年—1983年），动画动作/冒险
- 《政界小人物》 （1996年—2002年），情景喜剧
- 《海綿寶寶》 （1999年5月1日—现在），儿童 动画喜剧
- 《星艦奇航記》，科幻
- 《星際之門：SG-1》 （1997年—2007年），科幻
- 《星際之門：宇宙》 （2009年—2011年），科幻
- 《小查與寇弟的頂級生活》 （2005年—2008年），偶像 情景喜剧
- 《邪恶力量》 （2005年9月13日—现在），超自然/恐怖
- 《銀河飛龍》，1987年—1994年，科幻

## T
- 《时间隧道》 （1966 — 1967），科幻
- 《魔界奇譚》 （1989年—1996年）,恐怖
- 《終結者外傳》 （2008年—2009年），科幻
- 《70年代秀》 （1998年—2006年），情景喜剧
- 《天才魔女》 （2003年—2007年），偶像 情景喜剧
- 《三人行》 （1977年—1984年），情景喜剧
- 《火車頭日記》 （1989年—现在）
- 《间谍少女组》
- 《扶伤》 （2009年9月28日—现在）戏剧
- 《神秘召喚》 （2003年—2005年），超自然/科幻
- 《真愛如血》 （2008年9月7日—现在），恐怖/超自然
- 《雙峰》 （1990年—1991年），神秘/恐怖
- 《好汉两个半》 （2003 — 现在），喜剧
- 《黃金女郎》 （1988年—1992年），情景喜劇
- 《天才保姆》 （1993年—1999年），情景喜劇
- 《千面女郎 The Carol Burnett Show》 （1967年—1978年），綜藝/小品喜劇

## U
- 《丑女贝蒂》 （2006年—2010年），喜剧/戏剧
- 《筋肉擂台》 （1995年—2002年），游戏竞赛
- 《倒錯人生》 （2009年—2011年），喜剧/戏剧

## V
- 《勝利大決戰》 （1984年—1985年），科幻
- 《V星入侵》 （2009年—2011年），科幻
- 《吸血鬼日记》 （2009年9月10日—现在），超自然/恐怖
- 《美眉校探》 （2004年—2007年），偶像剧/神秘
- 《音樂達人PK讚》 （2011年4月26日—现在） 真人秀/选秀

## W
- 《第十三号仓库》 （2009年7月7日—现在），科幻
- 《单身毒妈》 （2005年8月7日—现在），喜剧—戏剧
- 《屍行者》 （2010年—现在），恐怖
- 《白宫群英》 （1999年—2006年），政治
- 《妙警賊探》 （2009年10月23日—现在），犯罪
- 《威尔与格蕾丝》 （1998年—2006年），情景喜劇
- 《魔法俏佳人》
- 《Wipeout》 （2008年6月24日—现在），真人秀/体育
- 《火线》 （2002年—2008年），戏剧
- 《魔力W.i.t.c.h.》
- 《失蹤現場》 （2002年—2009年），恐怖，神秘
- 《少年魔法師》 （2007年10月12日—现在），偶像 情景喜劇
- 《妙管家 Who's the Boss》 （1984年—1992年），情景喜劇

## X
- 《齊娜武士公主》 （1995年—2001年），幻想
- 《X档案》 （1993年—2002年），科幻/恐怖

## Y
- 《少年印第安那瓊斯年譜》 （1992年—1996年），动作/冒险

## Z
致命女人

## 改編翻拍
依時間撥映排序
美國漫畫改編的美劇
- Hank Ketcham漫畫：淘氣阿丹
- William Gaines阿尔·费尔德斯坦漫畫：魔界奇譚
- 羅伯特·柯克曼等漫畫：屍行者
- 加雷思·羅伯茨漫畫：房客

美國小說改編的美劇
- Gabriella Pierce小說：鬼楼契约
- 丹尼爾·凱斯小說：獻給阿爾吉儂的花束
- 傑夫·林賽小說：嗜血法医
- 瑪格麗特·愛特伍小說：使女的故事

其他漫畫改編的美劇
- Philippe Francq、Jean Van Hamme：神鬼獵殺
- 神尾葉子漫畫：樣男子→Boys Before Friends

其他小說改編的美劇
- 吳承恩小說：西遊記→美猴王
- 阿瑟·柯南·道尔小說：福爾摩斯→基本演绎法

以下以劇本為表示
翻拍自其他電視劇的美劇
- Fernando Gaitán等：Yo soy Betty, la fea（哥倫比亞）→丑女贝蒂
- 宋在貞、金允珠：Nine：九回時間旅行（韓國）→美版Nine：九回時間旅行
- 朴才範：好醫生（韓國）→好醫生 (美國電視劇)
- 朴智恩：來自星星的你（韓國）→美版來自星星的你
- 崔蘭：神的禮物－14天（韓國）→那時那刻

被翻拍的美劇
- Robert King：法庭女王→法妻當自強（韓國）
- Doug Ellin：我家也有大明星→Entourage（韓國）
- 傑夫·戴維斯：犯罪心理

電影改編的美劇
- 愤怒管理
- 星際奇兵：SG-1